# Habrotrocha cuneata
Habrotrocha cuneata är en hjuldjursart som beskrevs av Murray 1913. Habrotrocha cuneata ingår i släktet Habrotrocha och familjen Habrotrochidae. Inga underarter finns listade i Catalogue of Life.